# Tollense

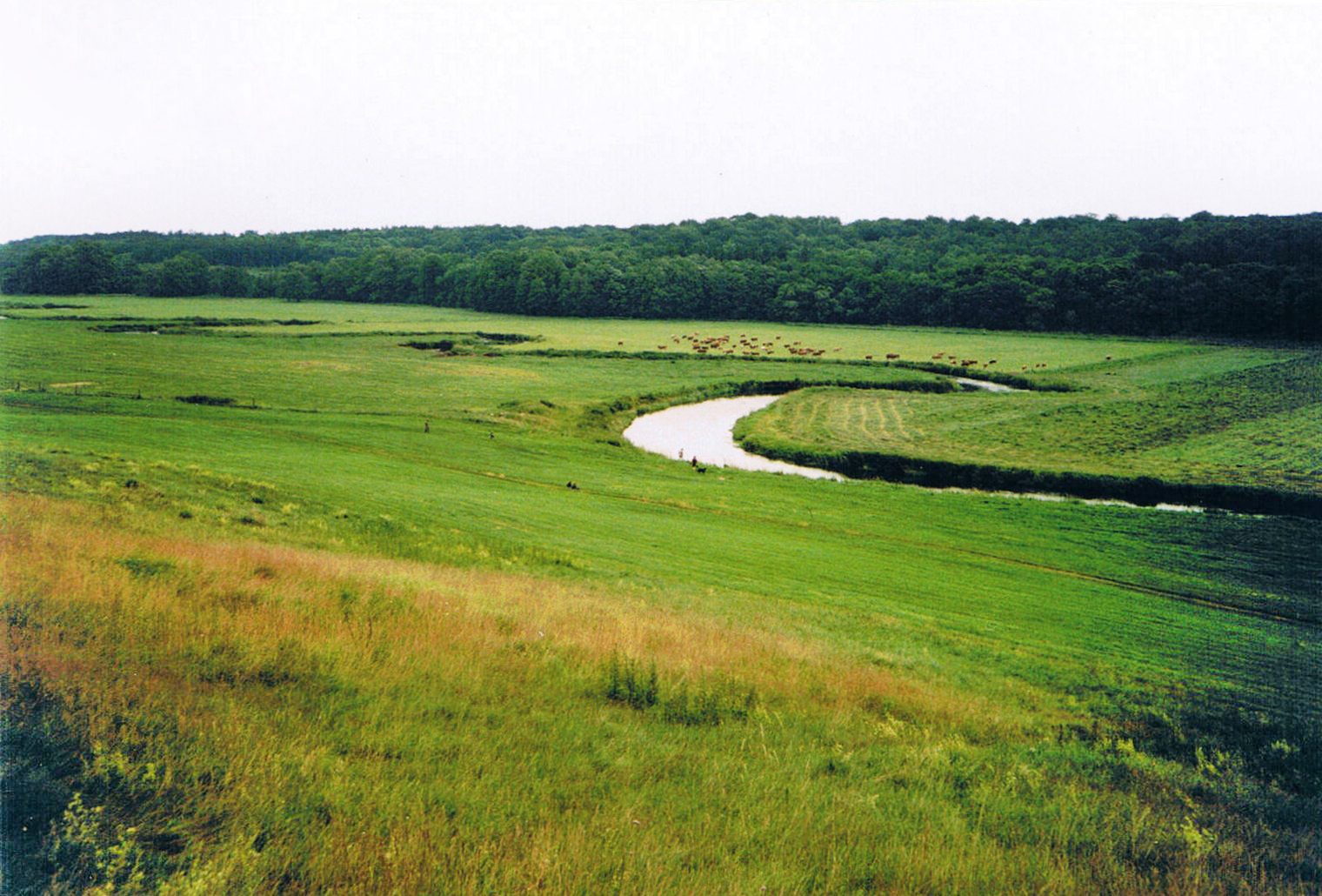
Die Tollense unterhalb von Burow

Die Tollense (gesprochen [tʰɔˈlɛnzə]) ist ein Fluss in Mecklenburg-Vorpommern. Vom Namen her entspringt sie dem Tollensesee und mündet bei der Stadt Demmin in die Peene, deren wichtigster rechter Nebenfluss sie ist. Sie fließt teilweise recht windungsreich, teilweise kanalisiert durch ein etwa zwei Kilometer breites Urstromtal mit ausgeprägten, hohen Uferhängen und -terrassen sowie durch die Städte Neubrandenburg, Altentreptow und Demmin. Auf ihrer Gesamtlänge von 68 Kilometern hat sie ein Gefälle von 13 Metern. Die Tollense ist ein schmaler Fluss und wegen mehrerer eingebauter Wehrstufen nicht schiffbar.
Hydrologisch wird der Bach als ihr Oberlauf betrachtet, der am entgegengesetzten Ende in den Tollensesee mündet. 

## Name
Das Gewässer wird 1236 als „Tholenze“ erstmals schriftlich erwähnt. Als Gebietsname erscheint der Name schon im Jahr 946 („provincia Tholenz“) in den historischen Aufzeichnungen. Der Name könnte sowohl vom germanischen Adjektiv *tala- „schnell“ abgeleitet sein, als auch vom slawischen *dolenzia „Talniederung“ (dol oder dolina „Tal“).

## Flusslauf

### Oberlauf
Der Quellbach der Tollense entspringt 800 m nordöstlich des 70,5 m ü. NHN gelegenen Mürtzsees östlich von Blumenholz, in dessen Talgrund etwa auf Höhe des Seespiegels. Es folgen in südlicher und westlicher Richtung nahe beieinander drei weitere Seen, ein Mittelsee (69,7 m), ein Langer See (69,3 m) und der im Winkel zwischen B 96 (E 251) und der Bahnstrecke Berlin–Neustrelitz–Rostock gelegene Krebssee (68,8 m).  Diesen verlässt der Bach nach Norden und verliert 45 Höhenmeter auf den fünf Kilometern bis zur Sandmühle, ab der er Ziemenbach genannt wird. Von der Sandmühle sind es noch 4,2 Flusskilometer bis zum See Lieps. Hauptverbindung von der Lieps zum Tollensesee und damit auch Teil des klassifizierten Tollenselaufs ist der Alte Graben.

### Tollensesee
Der rechnerische Flussweg durch den Tollensesee weicht etwas von der Luftlinie ab und misst 10,7 km.

### Ab dem Tollensesee
Gleich nach dem Abgang aus dem See teilt sich der Flusslauf in den teilweise kanalisierten Ölmühlenbach und einen an die Altstadt von Neubrandenburg herangeführten und als Kanal angelegten Lauf, bis zur Einmündung der Linde als Oberbach, dahinter als Unterbach bezeichnet. Die Wasserläufe verbinden sich ungefähr 1,6 Kilometer flussabwärts zur Tollense. Nördlich von Neubrandenburg befinden sich beidseitig der Tollense mehrere „Torflöcher“. Dies sind geflutete ehemalige Torfstiche. Heute werden die künstlich entstandenen Teiche teilweise fischereiwirtschaftlich genutzt.
Im Bereich der Torflöcher verläuft die Tollense nur teilweise kanalisiert, danach, bis etwa einen Kilometer nach der Datzeeinmündung, vollständig in einem Kanalbett.
Ab der Einmündung des Ölmühlenbaches, etwa 500 m nördlich der B 104, ist der Flusslauf einschließlich der Talbereiche Bestandteil des FFH-Gebietes Tollensetal mit Zuflüssen.
Fünf Kilometer vom Tollensesee entfernt beginnt ein mäandrierender Flussabschnitt. Er erstreckt sich bis in Höhe des Dorfes Neddemin. Auf diesem Weg durchfließt er die Birkbuschwiesen, ein 132,5 Hektar großes Naturschutzgebiet. Hier gibt es wiederum aufgelassene und geflutete Torfstiche. Der Talgrund beidseitig der Tollense ist teilweise verschilft und verbuscht. Ein Wäldchen schließt sich auf der rechten Flussseite an.
Hinter Neddemin ist die Tollense linksseitig in einen Kanal und rechtsseitig in einen natürlichen, stark mäandrierenden Wasserlauf geteilt und verläuft so bis zur Stadt Altentreptow. Der Fluss ist auf diesem Streckenabschnitt von Äckern und Grünland gesäumt. In Flussnähe gibt es nur wenige Gehölzgruppen, jedoch ist der natürliche Flusslauf von Schwarzerlen und anderen Weichlaubbäumen gesäumt.
Hinter Altentreptow sind beide Wasserläufe wieder vereint. Das Flusstal ist ab hier für einen längeren Teilabschnitt schmal. Die Tollense mäandriert jetzt wieder stark. Die tieferen Talabschnitte werden hier als Grünland genutzt. Die Terrassenhänge des Stromtales sind teilweise bewaldet.
Bei Erreichen des Dorfes Klempenow mündet der Große Landgraben in die Tollense. Der Fluss ändert nun seine Richtung und fließt nach Nordwesten. Er nutzt ab hier ein altes breites Urstromtal für seinen Lauf. Die  hohen und teilweise steilen Hangterrassen sind jetzt weit zurückgesetzt. Die Talsohle wird als Grünland genutzt und nur an vereinzelten feuchteren Stellen des Uferbereichs kommen kleine Gehölzgruppen vor. Die Tollense fließt hier wieder kanalisiert, jedoch nicht geradlinig, sondern sich in großen Bögen durch das breite Tal windend.
Nach der Einmündung des Augrabens in die Tollense fließt diese am südlichen Stadtrand Demmins vorbei und mündet vor der Stadt bei Haus Demmin in die Peene.

## Funde aus der Bronzezeit
Nördlich von Altentreptow, nahe der frühmittelalterlichen Burg mit dem slawischen Namen Conerow (datierbar wegen der Mauerreste), wurden seit den 1990er-Jahren an Böschungen und im Flussbett menschliche Knochenreste gefunden, die vielfach Spuren von Gewalteinwirkung zeigen, wie Schädellöcher oder verbliebene Pfeilspitzen. Über eine Strecke von 300 Metern Flusslauf bargen Archäologen der Universität Greifswald bisher Knochen, die zurzeit mehr als 100 Individuen zugeordnet werden können. Man schätzt die Gesamtzahl der Getöteten jedoch höher und vermutet den – noch nicht gefundenen – Platz des Gefechts flussaufwärts des historischen und heute geänderten Flussverlaufs.
In den bis zu drei Meter dicken Lagen Torf konnten sich die menschlichen Überreste gut erhalten.
Ebenso aus der Bronzezeit ist der Fund einer Bronzestatue im Sommer 2020. Der Zweck der 155 Gramm schweren Staue aus dem siebten vorchristlichen Jahrhundert ist nach wie vor unklar, da eine Nutzung als Kultobjekt, aber auch als Gewicht für möglich gehalten wird.

## Münzfund
Südlich des Dorfes Weltzin in der Gemeinde Burow wurde im Jahr 2011 ein Münzschatz aus der Zeit des Dreißigjährigen Kriegs entdeckt.

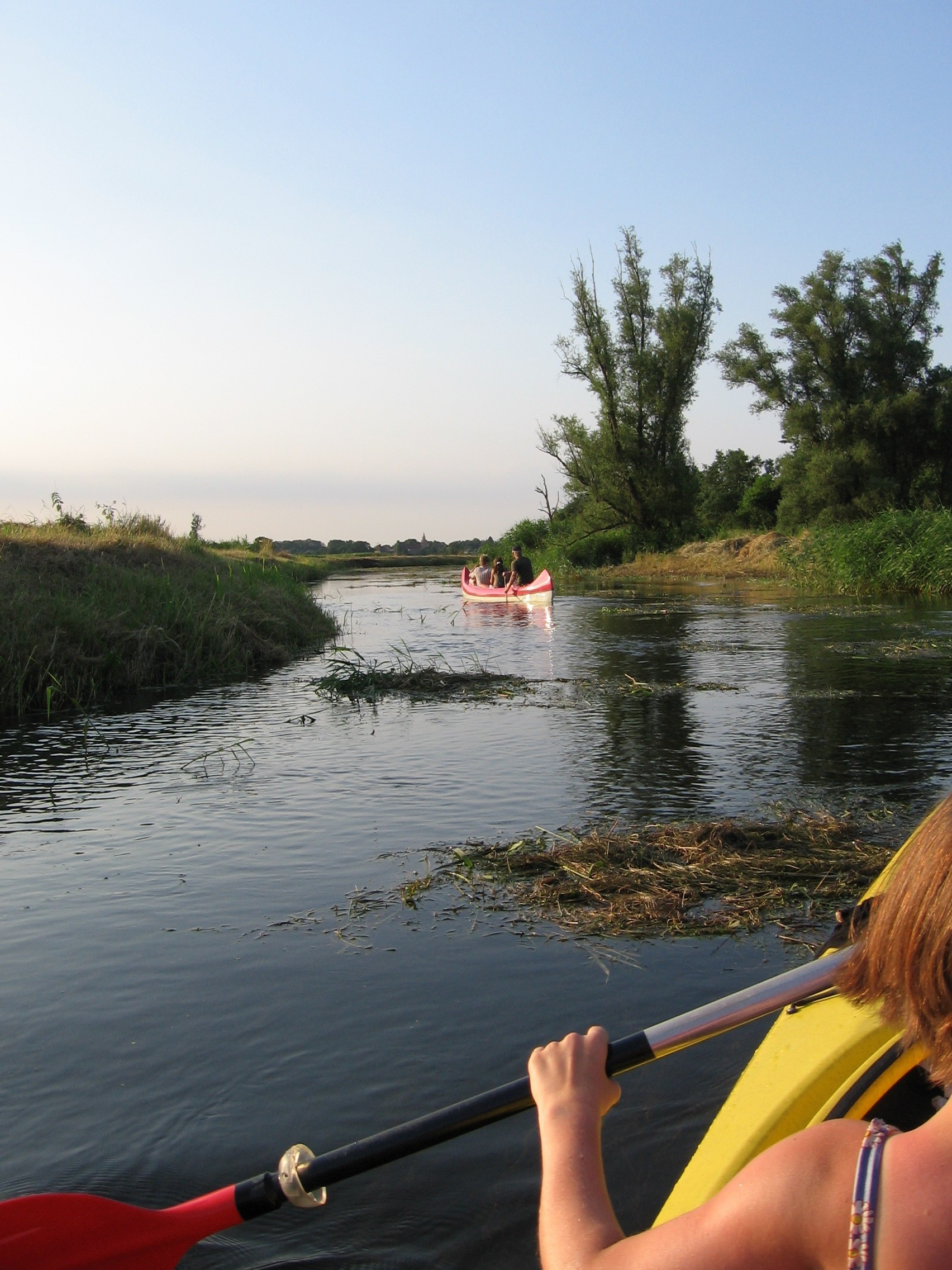
Paddeln auf der Tollense bei Burg Klempenow im Juli 2006

## Wassersport
Ab Neubrandenburg kann die Tollense mit kleineren Booten (Kanus, Kanadier, Ruderbooten) befahren werden. Bei mehreren Wehren und Hindernissen (Steinschüttungen, niedrige Brücken und sogenannte Krautsperren) muss während der 68 Kilometer langen Bootsfahrt umgetragen werden. Es ist empfehlenswert, ab Höhe Neddemin auf dem Randkanal der Tollense weiter bis nach Altentreptow zu fahren. Nur streckenweise ist im Oberlauf der Tollense mit einer höheren Fließgeschwindigkeit zu rechnen.

## Orte
- Neubrandenburg
- Neddemin
- Altentreptow
- Burow
- Klempenow (Gemeinde Bartow) mit der Burg Klempenow
- Wietzow
- Tückhude (Gemeinde Golchen)
- Broock (Gemeinde Alt Tellin)
- Burg Osten
- Vanselow (Gemeinde Siedenbrünzow)
- Sanzkow (Gemeinde Siedenbrünzow)
- Vorwerk
- Demmin

## Zuflüsse
Nachfolgend sind die Zuflüsse der Tollense flussabwärts geordnet aufgelistet:
- Nonnenbach (in den Tollensesee)
- Linde
- Datze
- Malliner Wasser (mit Aalbach)
- Teetzlebener Mühlenbach (in den Randkanal)
- Kleiner Landgraben
- Torneybach
- Goldbach
- Großer Landgraben
- Augraben